# Zeus capensis
Zeus capensis – gatunek morskiej ryby z rodziny piotroszowatych (Zeidae).

## Występowanie
Zeus capensis występuje w wodach Oceanu Indyjskiego oraz Atlantyckiego. Zaobserwowano go wzdłuż południowego wybrzeża Afryki – u wybrzeży RPA, Mozambiku oraz Namibii. Pływa na głębokości od 35 do 400 metrów.

## Opis
Osiąga długość do około 90 cm. Zwykle występuje w kolorach szaro-srebrnych.